# Курилла, Майкл
Майкл Курилла (англ. Michael Kurilla; род. 16 мая 1966) — отставной генерал армии США, который с апреля 2022 года по август 2025 года занимал пост командующего Центрального командования США, сменив в этой должности генерала Маккензи. 
Ранее Курилла был командующим XVIII воздушно-десантного корпуса с 2019 по 2022 год, а до этого — начальник штаба Центрального командования с 2018 по 2019 год.
Курилла родился в Калифорнии и вырос в Миннесоте. 
Он был призван в армию в 1988 году после окончания Военной академии США и служил офицером пехоты в армии США. 
За время своей карьеры он участвовал в конфликтах в Панаме, на Гаити, на Балканах, в Ираке и в Афганистане. 
Его известные командования включают 75-й полк рейнджеров и 82-ю воздушно-десантную дивизию.